# Rustrel
Rustrel is een gemeente in het Franse departement Vaucluse (regio Provence-Alpes-Côte d'Azur) en telt 645 inwoners (2004). De plaats maakt deel uit van het arrondissement Apt.

## Geografie
De oppervlakte van Rustrel bedraagt 27,7 km², de bevolkingsdichtheid is 23,3 inwoners per km².
De onderstaande kaart toont de ligging van Rustrel met de belangrijkste infrastructuur en aangrenzende gemeenten.

## Demografie
Onderstaande figuur toont het verloop van het inwonertal (bron: INSEE-tellingen).